# Ранд Пол
Рандъл Хауърд Пол (на английски: Randal Howard Paul; роден на 7 януари 1963 г.) е американски политик, сенатор от щата Кентъки, член на Републиканската партия.

## Ранни години
Пол е роден в Питсбърг, щата Пенсилвания, като трето от петте деца на конгресмена от Тексас Рон Пол.
Следва в Университет Дюк и става офталмолог.

## Личен живот
Женен е и има 3 деца. През 2011 г. става американски сенатор от щата Кентъки като по този начин от периода (2011 – 2013) той и баща му са членове на американския конгрес.